# Celózia
A celózia vagy magyarparéj (Celosia) a disznóparéjfélék (Amaranthaceae) családjának egyik nemzetsége.

## Fajai
- Celosia argentea – ezüst celózia[1]
- Celosia isertii
- Celosia leptostachya
- Celosia nitida
- Celosia palmeri
- Celosia spicata
- Celosia trigyna
- Celosia virgata